# Harry Gillmann
Harry Gillmann (* 17. Juni 1897 in Berlin; † 20. Januar 1967 ebenda) war ein deutscher Schauspieler.

## Leben
Nach seiner Ausbildung debütierte Harry Gillmann 1916 in Berlin, wo er im Laufe der nächsten fünf Jahrzehnte an den unterschiedlichsten Bühnen präsent war. Bereits 1936 hatte er erste Aufträge beim Film bekommen. Von 1951 bis 1961 war er Mitglied des Berliner Ensembles. In dieser Zeit bekam er auch bei der DEFA und beim Deutschen Fernsehfunk diverse Rollenangebote. Da er in West-Berlin wohnte, war Harry Gillmann nach dem Mauerbau nicht mehr gewillt in Ost-Berlin zu arbeiten und wirkte dann an der Freien Volksbühne Berlin und an der Schaubühne am Halleschen Ufer unter Peter Stein.

## Filmografie
- 1937: Die göttliche Jette
- 1949: Die blauen Schwerter
- 1950: Familie Benthin
- 1951: Die Meere rufen
- 1955: Ein Polterabend
- 1955: Robert Mayer – Der Arzt aus Heilbronn
- 1956: Der Hauptmann von Köln
- 1957: Katzgraben (Theateraufzeichnung)
- 1957: Polonia-Express
- 1957: Mutter Courage und ihre Kinder (Theateraufzeichnung)
- 1958: Klotz am Bein
- 1959: Die Premiere fällt aus
- 1959: Eine alte Liebe
- 1961: Mutter Courage und ihre Kinder (Theateraufzeichnung)
- 1961: Das Kleid
- 1961: Zwei unter Millionen
- 1962: Mord ohne Sühne
- 1962: Der Kronanwalt
- 1965: Man soll den Onkel nicht vergiften
- 1966: Es

## Theater
- 1948: Emmerich Kálmán: Die Faschingsfee – Regie: Heinz Förster-Ludwig (Tivoli-Theater Berlin)
- 1951: Gerhart Hauptmann: Der Biberpelz und Roter Hahn (Schuster Fielitz) – Regie: Egon Monk (Berliner Ensemble im Deutschen Theater Berlin – Kammerspiele)
- 1952: Heinrich von Kleist: Der zerbrochne Krug (Schreiber Licht) – Regie: Therese Giehse (Berliner Ensemble im Deutschen Theater Berlin)
- 1953: Bertolt Brecht: Die Gewehre der Frau Carrar (Fischer) – Regie: Egon Monk  (Berliner Ensemble im Deutschen Theater Berlin – Kammerspiele)
- 1953: Erwin Strittmatter: Katzgraben (Mittelbauer) – Regie: Bertolt Brecht (Berliner Ensemble)
- 1956: John Millington Synge: Der Held der westlichen Welt (Papa Mahon) – Regie: Manfred Wekwerth/Peter Palitzsch (Berliner Ensemble)
- 1958: Wsewolod Wischnewski: Optimistische Tragödie – Regie: Manfred Wekwerth/Peter Palitzsch (Berliner Ensemble)
- 1959: Johannes R. Becher: Winterschlacht (Buchdrucker Nohl) – Regie: Lothar Bellag (Berliner Ensemble)
- 1961: Helmut Baierl: Frau Flinz (Oberbürgermeister) – Regie: Manfred Wekwerth/Peter Palitzsch (Berliner Ensemble)

## Hörspiele
- 1953: Bertolt Brecht: Die Gewehre der Frau Carrar (Fischer) – Regie: Egon Monk (Hörspiel – Berliner Rundfunk)
- 1961: Jan Rys: Verhöre (Herr Hiz) – Regie: Fritz Schröder-Jahn (Hörspiel – NDR)